# 布魯西利夫 (切爾尼戈夫區)
51°32′40″N 31°30′46″E / 51.54444°N 31.51278°E

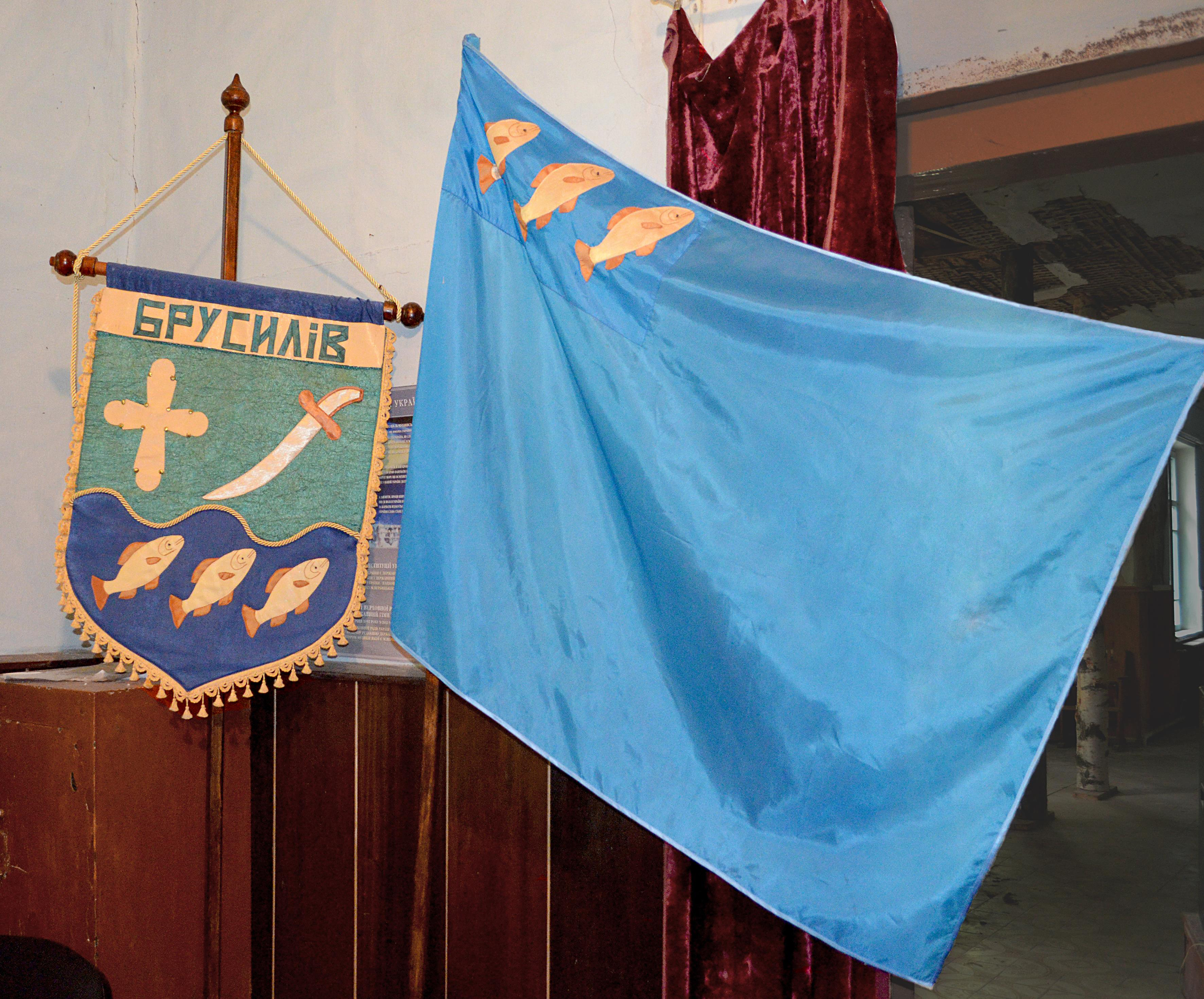

布魯西利夫（烏克蘭語：Брусилів）是位於烏克蘭北部切爾尼希夫州裏切爾尼希夫區的村莊，始建於1611年，面積2.1平方公里，海拔高度119米，2001年人口1,064，人口密度每平方公里507.15人。

## 外部連結
- Историческая информация о селе Брусилов （页面存档备份，存于） （俄文）